# (31733) 1999 JP71
1999 JP71 (asteroide 31733) é um asteroide da cintura principal. Possui uma excentricidade de 0.11925100 e uma inclinação de 8.07048º.
Este asteroide foi descoberto no dia 12 de maio de 1999 por LINEAR em Socorro.